# أنس بن النضر
أنس بن النضر (قُتِلَ سنة 3 هـ) صحابي من الأنصار من بني عدي بن النجار من الخزرج، لم يشهد غزوة بدر مع النبي محمد، فحزن لذلك وقال : «غبت عن أول قتال قاتله رسول الله ﷺ المشركين، لئن أشهدني الله عز وجل قتالا ليرين الله ما أصنع»، فشارك في غزوة أحد، ولما وجد فرار المسلمين بعد الهزيمة، قال: «اللهمَّ إني أعتذر إليك مما صنع هؤلاء - يعني أصحابه - وأبرأ إليك مما صنع هؤلاء - يعني قريش -»، ثم تقدَّمَ فاستقبله سعد بن معاذ، فقال: «يا سعد بن معاذ الجنةُ ورب النضر، إني أجدُ ريحها دون أُحُدٍ»، فوُجد بعدها مقتولاً به بضعًا وثمانين ضربة بسيف أو طعنة برمح أو رمية بسهم، ومُثَّلَ بجثته، فما عرفه أحد إلا أخته الربيع بنت النضر ببنانه.
وقد أثنى النبي محمد ﷺ على أنس بن النضر يومًا حينما كسرت أخته الربيع ثنيَّةَ امرأة، فأمرَ النبي محمد ﷺ بالقصاص، فقال أنس: «يا رسول الله، والذي بعثك بالحق، لا تُكسر ثنيتها»، فرضوا بالأرش وتركوا القصاص، فقال النبي محمد ﷺ : «إن من عباد الله من لو أقسم على الله لأبرَّه».